# Жабник (картина Ренуара)
«Жабник» — картина французького художника П'єра Огюста Ренуара, написана у 1869.

## Історія
На Сені між Шату і Буживалем, на північний захід від Парижа, була ціла група островів, куди парижани приїжджали на відпочинок. Ці місця докладно описані братами Гонкурами («Манетт Саломон»), Емілем Золя і Мопассаном. 
«Жабником» називали кафе на воді, розташоване тут у невеликому рукаві річки на понтоні, що з'єднувався з островом перехідним містком, перекинутим через крихітний острівець. Свою назву кафе отримало завдяки тому, що тут у великій кількості збиралися дівчата легкої поведінки, так звані «жаби», які приїжджали у супроводі дрібних хуліганів і пройдисвітів з передмістя. Іноді вони приїжджали на самоті, в надії привабити клієнта вбрані у крикливий одяг.
У серпні 1869 П'єр-Огюст Ренуар і Клод Моне працювали пліч-о-пліч, використовуючи ідентичні сюжети, причому в дуже близьких один одному стилях. Обидва художника написали по картині, що зображувала «Жабник», де кафе показано практично з однієї точки. Однак, коли Моне більше зацікавлений пейзажем і природою, то Ренуар захоплений зображенням людей. На картині Моне відвідувачі другорядні, а у Ренуара вбрання написані особливо ретельно.

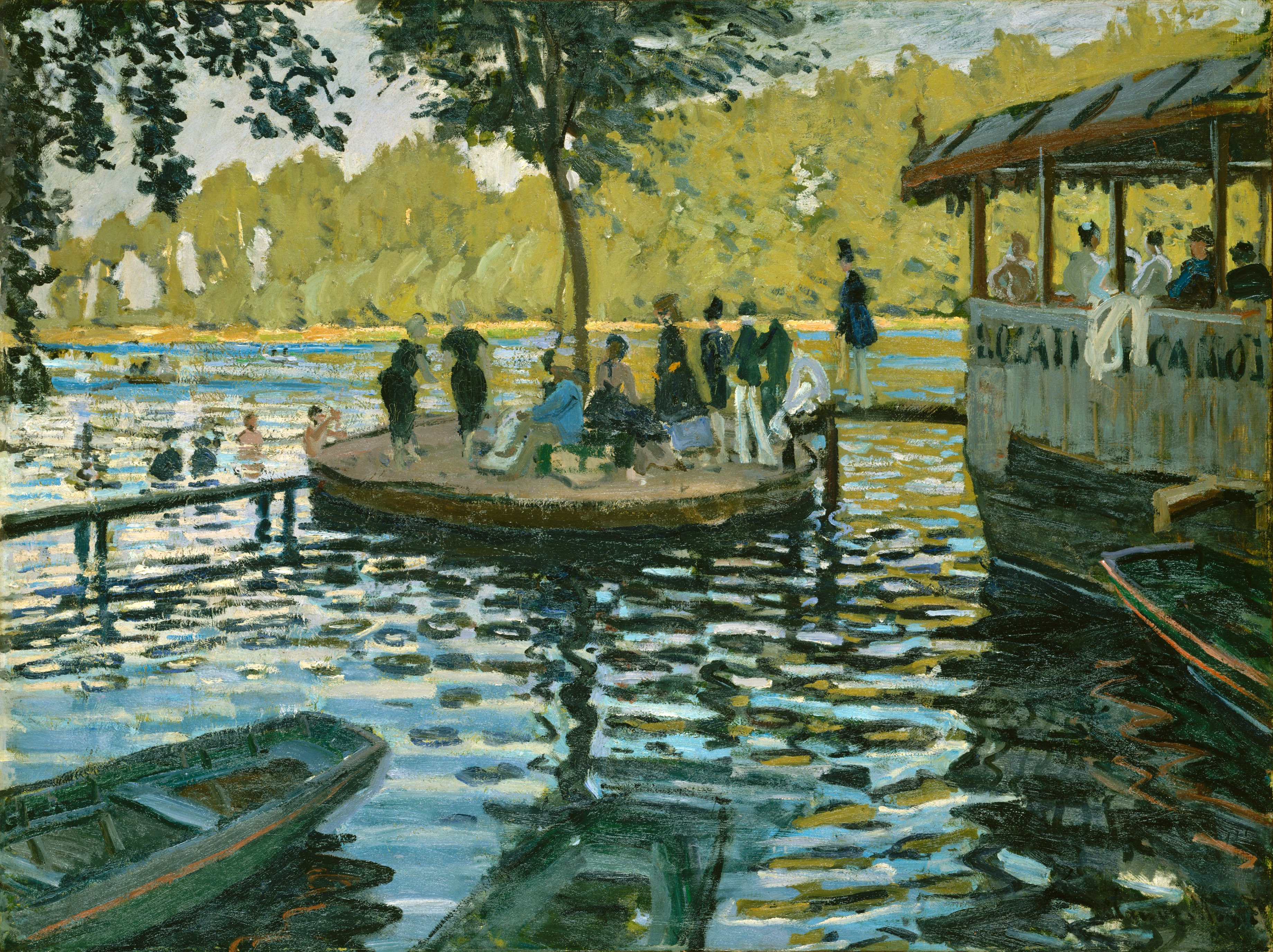
«Жабник» Клода Моне
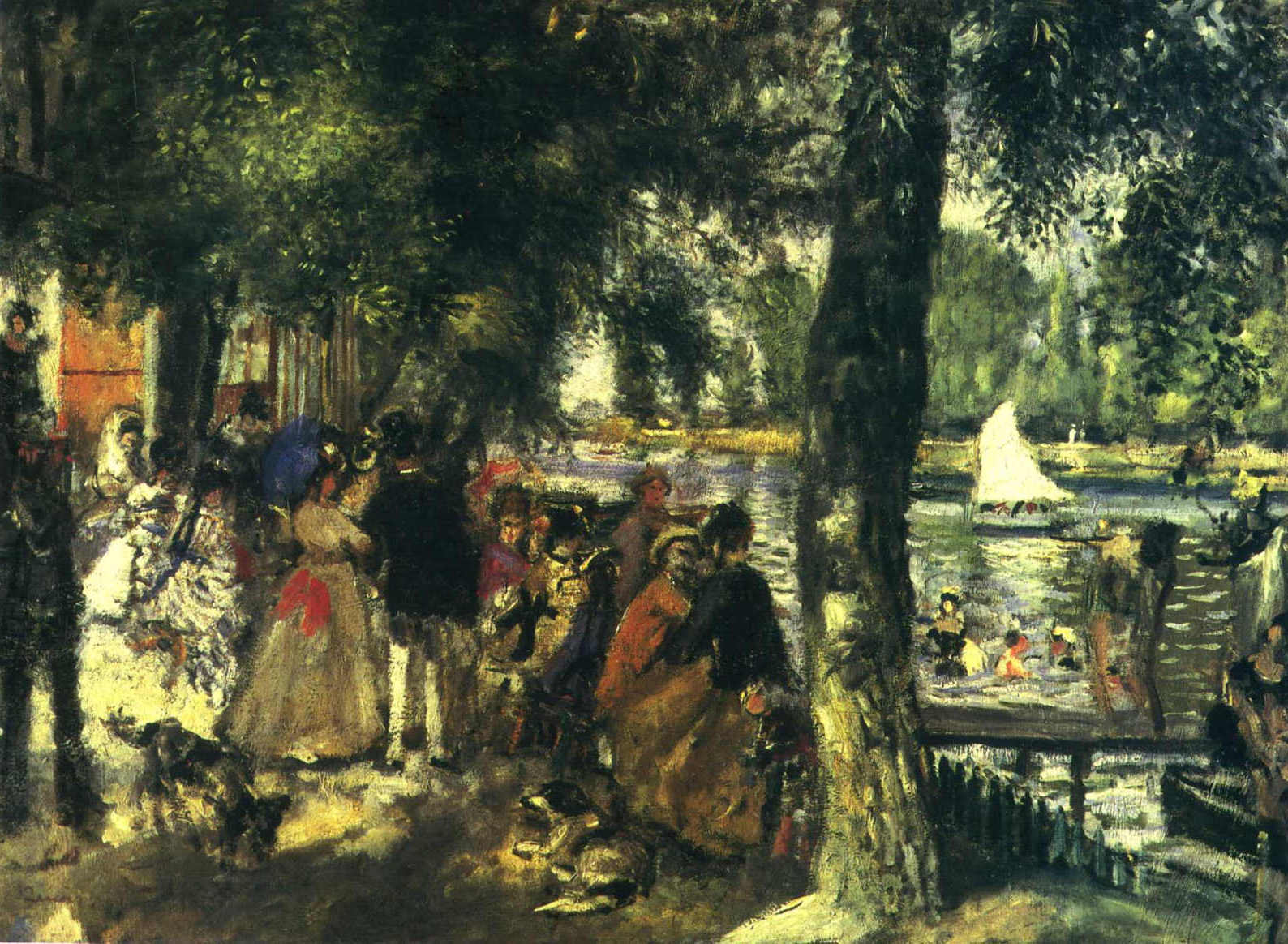
«Купання в Жабнику» Ренуара